# آرنو کویو
آرنو کویو (فرانسوی: Arnaud Coyot‎; ۶ اکتبر ۱۹۸۰ – ۲۴ نوامبر ۲۰۱۳) دوچرخه‌سوار اهل فرانسه بود.